# Fenzheng rou
Le fenzheng rou (chinois : 粉蒸肉 ; pinyin : fěnzhēngròu ; litt. « viande à la vapeur et à la farine ») est un mets traditionnel chinois proche du porc Dongpo à la façon de Huangzhou. C'est un plat principalement consommé dans les cuisines du sud de la Chine, et notamment celles des provinces du Hunan, Hubei, Jiangxi (zh) et Sichuan.
Comme dans le porc Dongpo, la poitrine de porc est coupée en lamelles et cuite pendant environ quatre heures à la vapeur, pour devenir fondante, mais du riz est présent autour des lamelles, comme une sorte de panure.

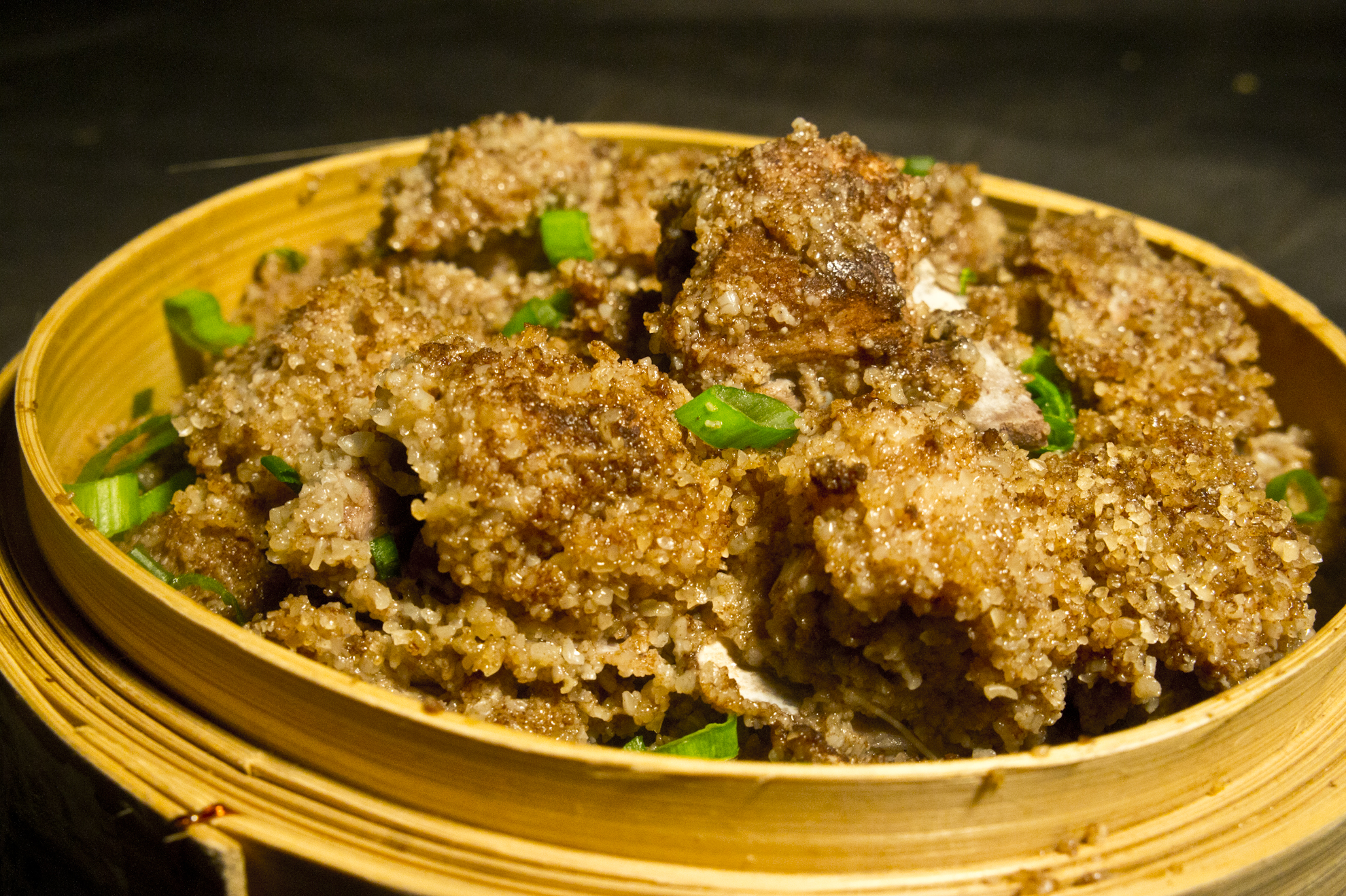
Porc à la vapeur (粉蒸肉), dans un cuiseur en bambou.
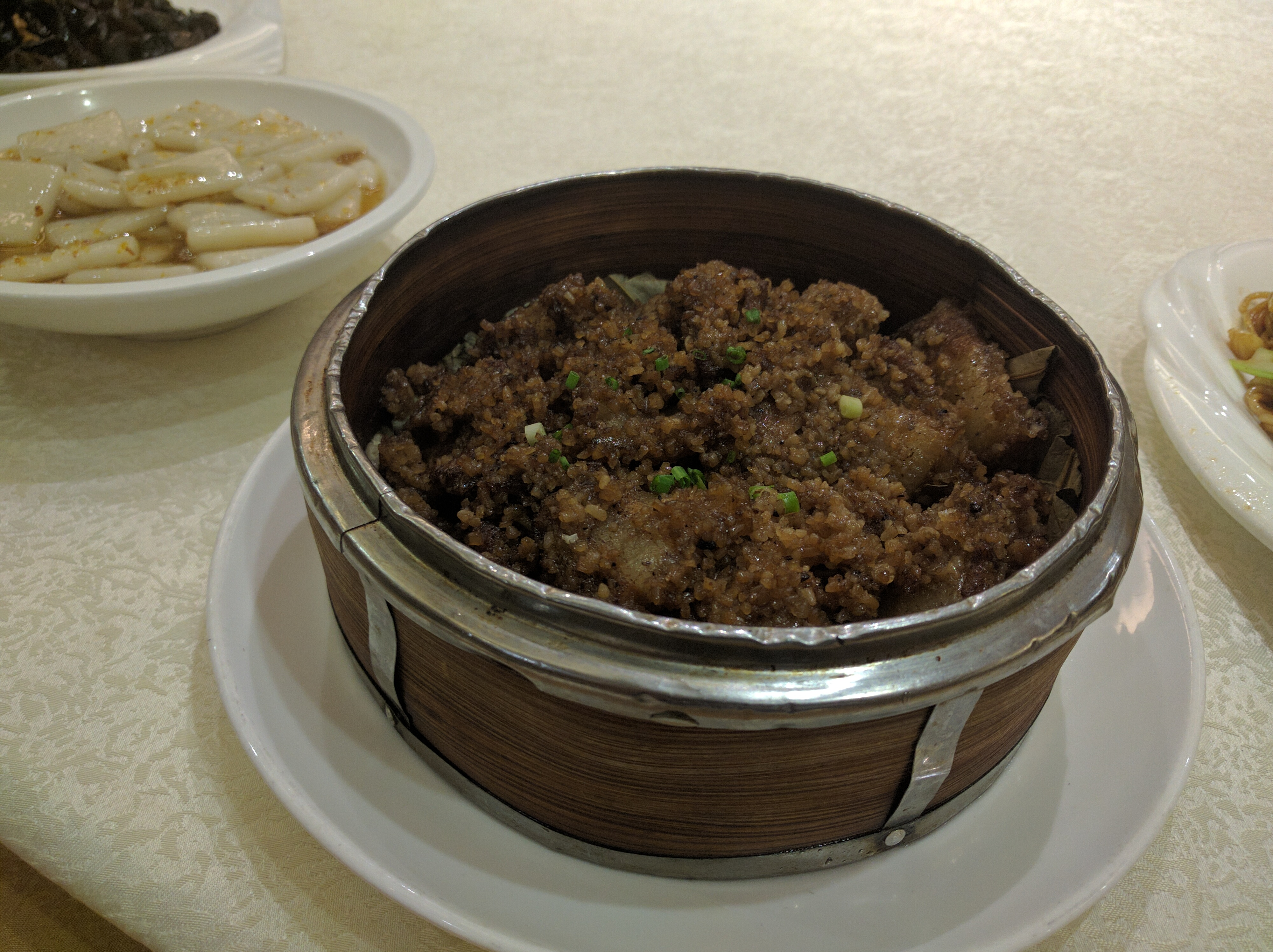
Variante mifen rou (米粉肉).